# Image Fight
Image Fight (イメージファイト?, Imēji Faito) è un videogioco arcade, di tipo sparatutto a scorrimento verticale, sviluppato da Irem nel 1988 e convertito poi per varie piattaforme domestiche. Ne è stato prodotto un seguito, Image Fight II: Operation Deepstriker.
È uno degli spin-off della serie di R-Type, presentando alcuni elementi di contatto con la saga vera e propria. Inoltre la navicella protagonista appare tra i mezzi a disposizione del giocatore in due sequel di R-Type, ovvero R-Type Final e R-Type Final 2.

## Trama
In un fatidico giorno del terzo millennio, la Luna esplode in quattro grandi frammenti e una moltitudine di meteore ad opera di cyborg alieni provenienti dalla galassia Boondoggle. Sentendosi minacciati, i terrestri mettono a punto la nave spaziale da combattimento "OF-1", che cercherà quindi di respingere gli invasori.
Alla fine del gioco si scoprirà che i nemici avevano inserito una pianta velenosa nel supercomputer dei terrestri per sabotarne il sistema di difesa.

## Modalità di gioco
In Image Fight particolare importanza è rivestita dal Pod, una piccola sfera colorata con due cannoni corti attaccati ad essa: una volta raccolto, galleggia accanto alla navicella del giocatore.
Esistono due diversi tipi di Pod: 
- Pod rosso: il Red Pod cambia direzione in base al movimento della navicella e può quindi essere mirato direttamente sui nemici.
- Pod blu: il Blue Pod è simile al Red Pod, tranne per il fatto che punta sempre in avanti e la direzione non può essere modificata. Questo lo rende più potente negli scontri diretti, ma meno versatile.

La navicella può supportare fino a tre Pod. I primi due Pod raccolti si posizioneranno sui lati sinistro e destro della navicella; il terzo Pod si librerà invece dietro di essa.
Il Pod Shot è un attacco speciale in cui i Pod laterali vengono lanciati in avanti ad alta velocità, per poi ritornare indietro. Ciò fa sì che essi possano essere usati come proiettili stessi e lanciati contro i nemici che appaiono davanti alla navicella. Questo attacco può essere eseguito con uno o due Pod laterali: il Pod posteriore, se presente, non può fungere allo scopo.
Come in R-Type, il giocatore può acquisire il Force, composto da vari dispositivi a forma di farfalla che si attaccano alla prua della navicella. Esistono diversi tipi di Force, ognuno dei quali fornisce un'arma diversa. Il velivolo non può raccogliere un nuovo dispositivo se ne ha già uno collegato.  I Force trasformano il blaster del pilota in una potente arma laser. Possono anche essere adoperati come scudo: in caso di collisione essi andranno distrutti, mentre la navicella resterà intatta. In questo gioco però un Force non può essere espulso dalla navicella: l'unico modo per rimuoverlo, infatti, è farlo distruggere.  
La navicella ha quattro diversi gradi di velocità, che il giocatore può di volta in volta scegliere per realizzare le manovre più appropriate. La struttura del velivolo si trasforma durante ogni cambio di velocità, con le ali che assumono diverse inclinazioni. I propulsori rilasciano una grande fiammata blu ogni volta che cambia la velocità; questa può essere usata come arma per danneggiare i nemici. 
Si usano un joystick a quattro direzioni per gli spostamenti, e un tasto per sparare. Le vite a disposizione sono 3, aumentabili al raggiungimento di determinati punteggi. Quando la navicella è priva di Force si dovrà cercare di evitare ogni tipo di impatto in quanto non ci sono punti ferita.
Il gioco si sviluppa su otto livelli, ognuno dei quali contiene svariati nemici comuni e un boss. Uno di questi, Shinji, graficamente somiglia molto al boss Yashoo del livello 6 di R-Type nella versione PC-Engine del suddetto titolo Irem, presentando però diverse tecniche di attacco e un diverso punto debole. Il boss finale è Mariko, il supercomputer terrestre sulla Luna, riprogrammato dagli antagonisti. Tra le tante tipologie di nemici comuni v'è quella dei Bat, evolutissimi alieni in grado di sparare potenti laser, che riappariranno in uno dei tre livelli conclusivi di R-Type Final. Nella saga di R-Type i cyborg della galassia Boondoggle figurano dunque al fianco degli antagonisti principali, i Bydo.

## Livelli e boss
- Livello 1, Volcanic Island - Boss: Linda
- Livello 2, Flight over the City - Boss: Jurry
- Livello 3, Fortress - Boss: Michael
- Livello 4, Factory - Boss: Boy
- Livello 5, Organic Zone - Boss: Taro
- Livello 6 (o Area 1), Frontline - Boss: Nancy
- Livello 7 (o Area 2), Quiet Crisis - Boss: Shinji
- Livello 8 (o Area 3), Moon Base - Boss: Mariko